# لاري ويلسون (لاعب كرة قدم أمريكية)
لاري ويلسون (بالإنجليزية: Larry Wilson)‏ هو لاعب كرة قدم أمريكية أمريكي، ولد في 24 مارس 1938 في ريغبي في الولايات المتحدة.

## وصلات خارجية
- لاري ويلسون على موقع مرجع كرة القدم المحترفة.كوم (الإنجليزية)
- لاري ويلسون على موقع قاعة ميسوري للمشاهير الرياضية (الإنجليزية)
- لاري ويلسون على موقع إن إن دي بي (الإنجليزية)